# ادواردو دوکا
ادواردو دوکا (انگلیسی: Edoardo Duca؛ زادهٔ ۳۰ مهٔ ۱۹۹۷) بازیکن فوتبال اهل ایتالیا است.